# Deníček moderního fotra
Deníček moderního fotra je česká komedie z roku 2021 režiséra a scenáristy Jana Haluzy. Pro Haluzu je film celovečerním režijním debutem. Film je adaptací stejnojmenného blogu a knihy od Dominika Landsmana. Hlavní postavu otce na rodičovské dovolené ztvárnil Jiří Mádl, jeho manželku Tereza Ramba. Roli soka hlavního hrdiny ztvárnil Lukáš Hejlík, ve filmu se dále objevili Ondřej Malý, Pavla Tomicová, Roman Zach, Lucie Benešová, Lucie Polišenská nebo Robert Jašków.
Natáčení probíhalo v Praze v červnu a červenci 2020. Film měl mít původně premiéru 21. ledna 2021, kvůli restriktivním opatřením v boji proti koronaviru byla jeho premiéra ovšem posunuta. Na jaře 2021 bylo zveřejněno, že film bude mít premiéru 12. srpna 2021.

## O filmu
Mladí lidé Nataša a Dominik se neplánovaně stanou rodiči. Protože má Nataša úspěšnou kariéru, dohodnou se, že s dítětem zůstane na mateřské dovolené Dominik. Ten původně plánuje na rodičovské „dovolené“ napsat knihu, jak ale brzy rychle zjistí, péče o dítě je náročnější, než se zdálo.

## Obsazení
| Jiří Mádl          | Dominik                             |
| Tereza Ramba       | Nataša                              |
| Lukáš Hejlík       | Igor                                |
| Ondřej Malý        | Dominikův otec                      |
| Pavla Tomicová     | Dominikova matka                    |
| Lucie Benešová     | Natašina matka                      |
| Roman Zach         | Natašin otec                        |
| Lucie Polišenská   | Nikola, kolegyně a kamarádka Nataši |
| Andrea Hoffmannová | Petra, kolegyně a kamarádka Nataši  |
| Robert Jašków      | Natašin šéf                         |
| Ivan Lupták        | Vašek                               |
| Lenka Haluzová     | Táňa                                |
| Jakub Volák        | jehovista                           |
| Dominik Landsman   | taxikář                             |